# Janusz Głowacki
Janusz Andrzej Głowacki (ur. 13 września 1938 w Poznaniu, zm. 19 sierpnia 2017 w Marsa Alam) – polski pisarz, prozaik, dramaturg, scenarzysta, felietonista i eseista.

## Życiorys
W młodości był związany ze Studenckim Teatrem Satyryków, gdzie u boku m.in. Jarosława Abramowa, Andrzeja Drawicza i Agnieszki Osieckiej wystąpił w programie Czarna przegrywa czerwona wygrywa (1956) w reżyserii Jerzego Markuszewskiego i Wojciecha Solarza. Studiował aktorstwo w Państwowej Wyższej Szkole Teatralnej w Warszawie i historię na Uniwersytecie Warszawskim. W 1961 ukończył studia na Wydziale Polonistyki Uniwersytetu Warszawskiego.
Zadebiutował w 1960 r. w „Almanachu Młodych” opowiadaniem pod tytułem „Na plaży”, w 1964 rozpoczął współpracę z czasopismem „Kultura”, gdzie zwrócił na siebie uwagę jako autor błyskotliwych opowiadań i felietonów. Publikacje te złożyły się na zbiory Wirówka nonsensu (1968) i Nowy taniec la-ba-da (1970).
Na przełomie lat 60. i 70. rozpoczął aktywną działalność jako scenarzysta. W 1969 r. powstał film Andrzeja Wajdy Polowanie na muchy, do którego Głowacki napisał scenariusz. Jednak prawdziwym sukcesem okazał się dopiero obraz stworzony we współpracy z Markiem Piwowskim pt. Rejs. Ponadto napisał scenariusze do filmów Trzeba zabić tę miłość (1972) Janusza Morgensterna, Choinka strachu (1982) Tomasza Lengrena, Wałęsa. Człowiek z nadziei (2013) Andrzeja Wajdy. Pisał dialogi do filmu Jej portret (1974) Mieczysława Waśkowskiego, wspólnie z Łukaszem Zadrzyńskim był scenarzystą Billboardu (1998). Wspólnie z Pawłem Pawlikowskim był scenarzystą Zimnej wojny (2018), która znalazła się w oficjalnej selekcji Międzynarodowego Festiwalu Filmowego w Cannes i była nominowana do Oscara w trzech kategoriach. Film zdobył liczne nagrody, w tym nagrodę dla najlepszego reżysera w Cannes, którą Paweł Pawlikowski dedykował Januszowi Głowackiemu. Pawlikowski i Głowacki byli również nominowani do nagrody BAFTA za najlepszy scenariusz oryginalny (2019).
23 sierpnia 1980 roku dołączył do apelu 64 uczonych, pisarzy i publicystów do władz komunistycznych o podjęcie dialogu ze strajkującymi robotnikami. Do 1981 publikował felietony w warszawskiej „Kulturze”. Na kilka dni przed ogłoszeniem stanu wojennego, Głowacki wyjechał na premierę swojej sztuki Kopciuch w Royal Court Theatre w Londynie, po 13 grudnia 1981 zdecydował się pozostać za granicą. Osiadł w Stanach Zjednoczonych, gdzie rozwinął swoją twórczość dramatopisarską i współpracował między innymi z Polskim Instytutem Teatralnym w Nowym Jorku. Utworem, który zwrócił uwagę amerykańskich środowisk teatralnych, była sztuka Polowanie na karaluchy (1986). Największym sukcesem dramaturgicznym okazała się Antygona w Nowym Jorku (1992), dramat z dużym powodzeniem wystawiany był w teatrach w Stanach Zjednoczonych i w Europie.
Głowacki był wykładowcą na Columbia University, Bennington College w Vermont, i wizytującym dramaturgiem w New York Public Theater, Mark Taper Forum w Los Angeles i Atlantic Center for the Arts na Florydzie. Po powrocie do Polski współpracował z warszawskim Teatrem Ateneum pod dyrekcją Gustawa Holoubka.
Jego twórczość była tłumaczona na wiele języków (angielski, chiński, czeski, estoński, francuski, hiszpański, koreański, niemiecki, rosyjski, ukraiński, serbski, słowacki, węgierski, turecki). Był członkiem Stowarzyszenia Pisarzy Polskich, a także amerykańskich zrzeszeń literackich: PEN Clubu, Stowarzyszenia Pisarzy Wschodnioamerykańskich oraz Stowarzyszenia Dramatopisarzy. Od 1968 członek Stowarzyszenia Autorów ZAiKS, od 2016 roku członek honorowy.
Szereg jego artykułów i esejów ukazało się w New York Times.
Jest bohaterem książki Dżanus. Dramatyczne przypadki Janusza Głowackiego (2016), autorstwa Elżbiety Baniewicz.

## Życie prywatne

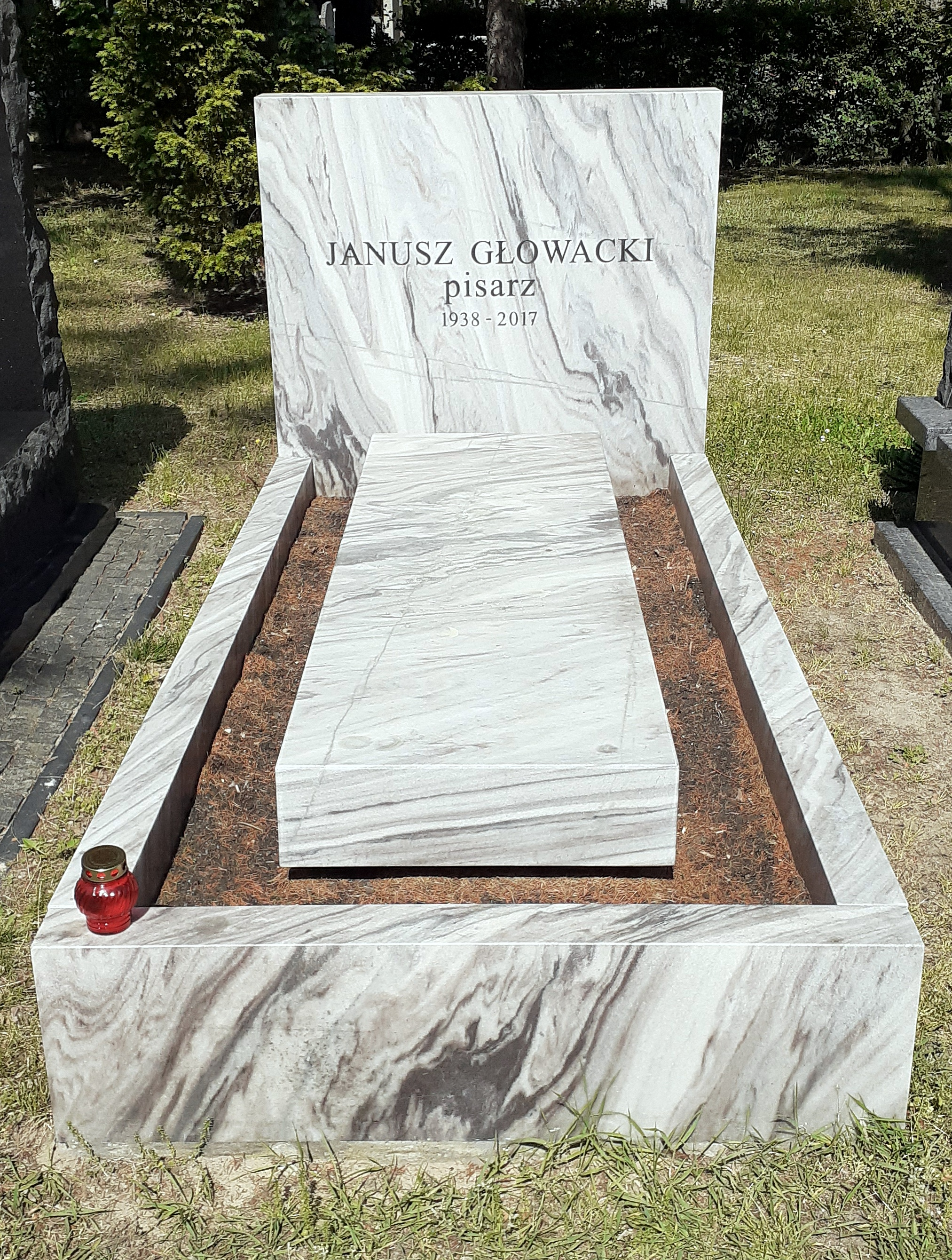
Nagrobek Janusza Głowackiego na cmentarzu Wojskowym na Powązkach w Warszawie

Był synem pisarza Jerzego Głowackiego i Heleny Leny Rudzkiej-Głowackiej (zm. 21 września 1991), która pracowała jako redaktor literacki w wydawnictwie. Bratem jego matki był aktor Kazimierz Rudzki (1911–1976), a dziadkiem ze strony matki – Bronisław Rudzki, właściciel wydawnictwa nutowego i wytwórni płytowej.
Głowacki był żonaty z dziennikarką i reżyserką Ewą Zadrzyńską, z którą miał córkę Zuzannę Głowacką, felietonistkę, byłą publicystkę dziennika „The New York Times”. Drugą i ostatnią żoną autora była ukraińska aktorka i pieśniarka Olena Leonenko.
Był członkiem honorowego komitetu poparcia Bronisława Komorowskiego przed przyspieszonymi wyborami prezydenckimi 2010 oraz przed wyborami prezydenckimi w Polsce w 2015. Od 1983 mieszkał w Nowym Jorku.
Zmarł nagle, 19 sierpnia 2017, podczas wakacji w egipskim Marsa Alam.
11 września 2017 urna z jego prochami została złożona do grobu na cmentarzu Wojskowym na Powązkach w Warszawie (kwatera A2-Aleja Zasłużonych-5). Pogrzeb miał charakter świecki.

## Publikacje (wybór)

### Dramat
- Cudzołóstwo ukarane, „Dialog”, 1972.
- Mecz, „Dialog” 1976.
- Polowanie na karaluchy, „Dialog” 1990.
- Fortynbras się upił, „Dialog” 1990.
- Antygona w Nowym Jorku, „Dialog” 1992.
- Czwarta siostra (wyst. 2000)

### Proza
- Wirówka nonsensu, Warszawa: PIW, 1968.
- Dzień słodkiej śmierci, kryminał z serii Ewa wzywa 07, 1969
- Nowy taniec la-ba-da i inne opowiadania, Warszawa: PIW, 1970.
- W nocy gorzej widać, Warszawa: Czytelnik, 1972.
- Paradis, Warszawa: PIW, 1973.
- My sweet Raskolnikow, Warszawa: PIW 1977.
- Skrzek; Coraz trudniej kochać, Warszawa: PIW 1980.
- Moc truchleje, Warszawa: Krąg, 1981.
- Ścieki, skrzeki, karaluchy. Utwory prawie wszystkie, Warszawa: BGW, 1996.
- Ostatni cieć, Warszawa: Czytelnik, 2001 (nominacja do Nagrody Literackiej Nike 2002[29]).
- Z głowy, Warszawa: Świat Książki, 2004 (Książka otrzymała laur Śląskiego Wawrzynu Literackiego za 2004[30] oraz była nominowana do Nagrody Literackiej Nike 2005[31]).
- Jak być kochanym, Warszawa: Świat Książki, 2005.
- Good night, Dżerzi, Warszawa: Świat Książki, 2010.
- Sonia, która za dużo chciała. Wybór opowiadań, Warszawa: Świat Książki, 2011.
- Przyszłem, czyli jak pisałem scenariusz o Lechu Wałęsie dla Andrzeja Wajdy, Warszawa: Świat Książki, 2013.
- Bezsenność w czasie karnawału, Warszawa: Wydawnictwo W.A.B., 2018[32].

## Adaptacje teatralne
W 2017 roku Józef Opalski wystawił sztukę pt. Jednoaktówki Janusza Głowackiego (Konfrontacja, Spacerek przed snem, Choinka strachu i Home Section) w krakowskim Teatrze Barakah.

## Ordery i odznaczenia
- Krzyż Komandorski Orderu Odrodzenia Polski (2014)[34][35]
- Krzyż Oficerski Orderu Odrodzenia Polski (2007)
- Krzyż Kawalerski Orderu Odrodzenia Polski (1998)
- Złoty Medal „Zasłużony Kulturze Gloria Artis” (2005)[36][37]

## Nagrody i wyróżnienia

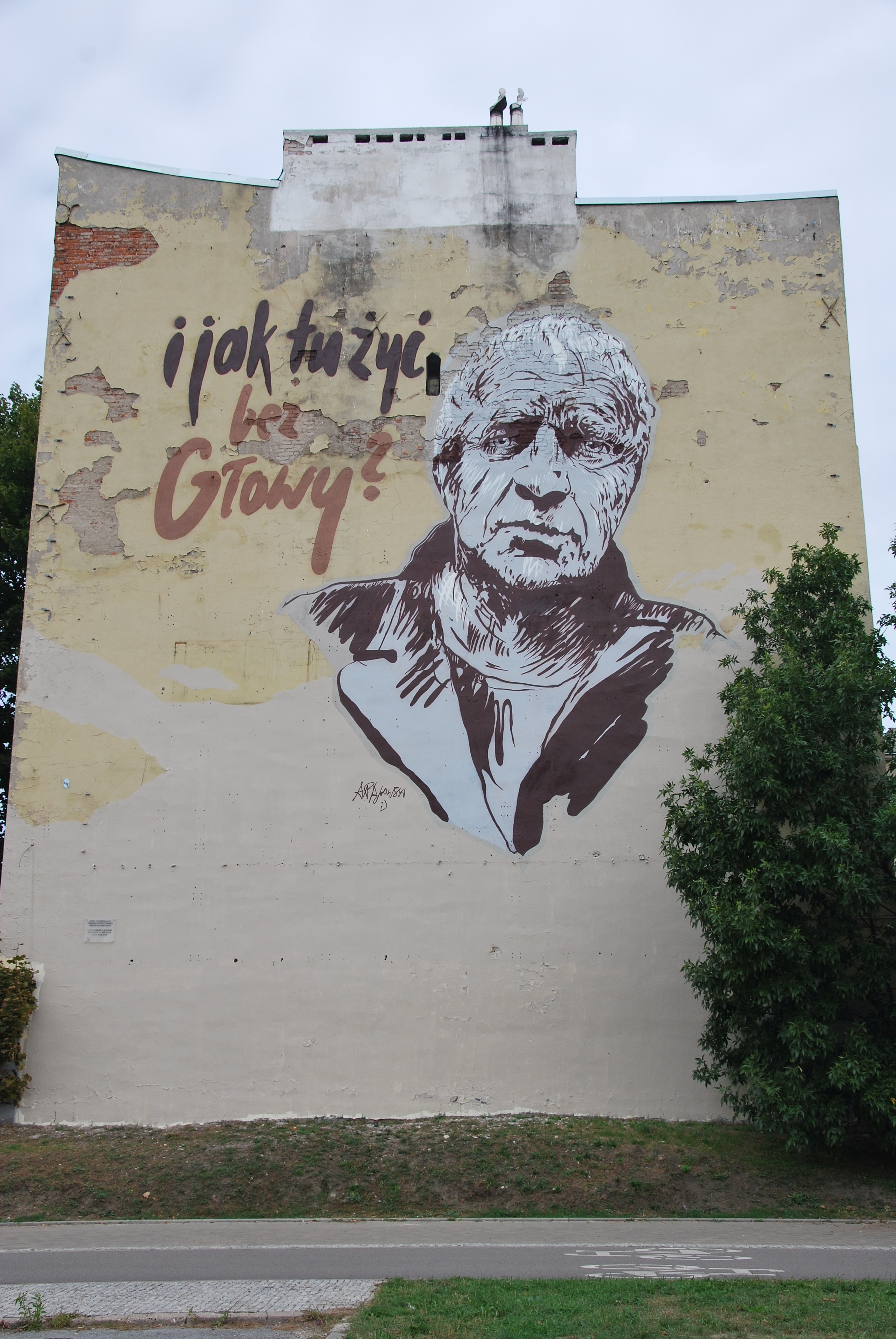
Mural w Łodzi autorstwa Andrzeja Pągowskiego (2018)

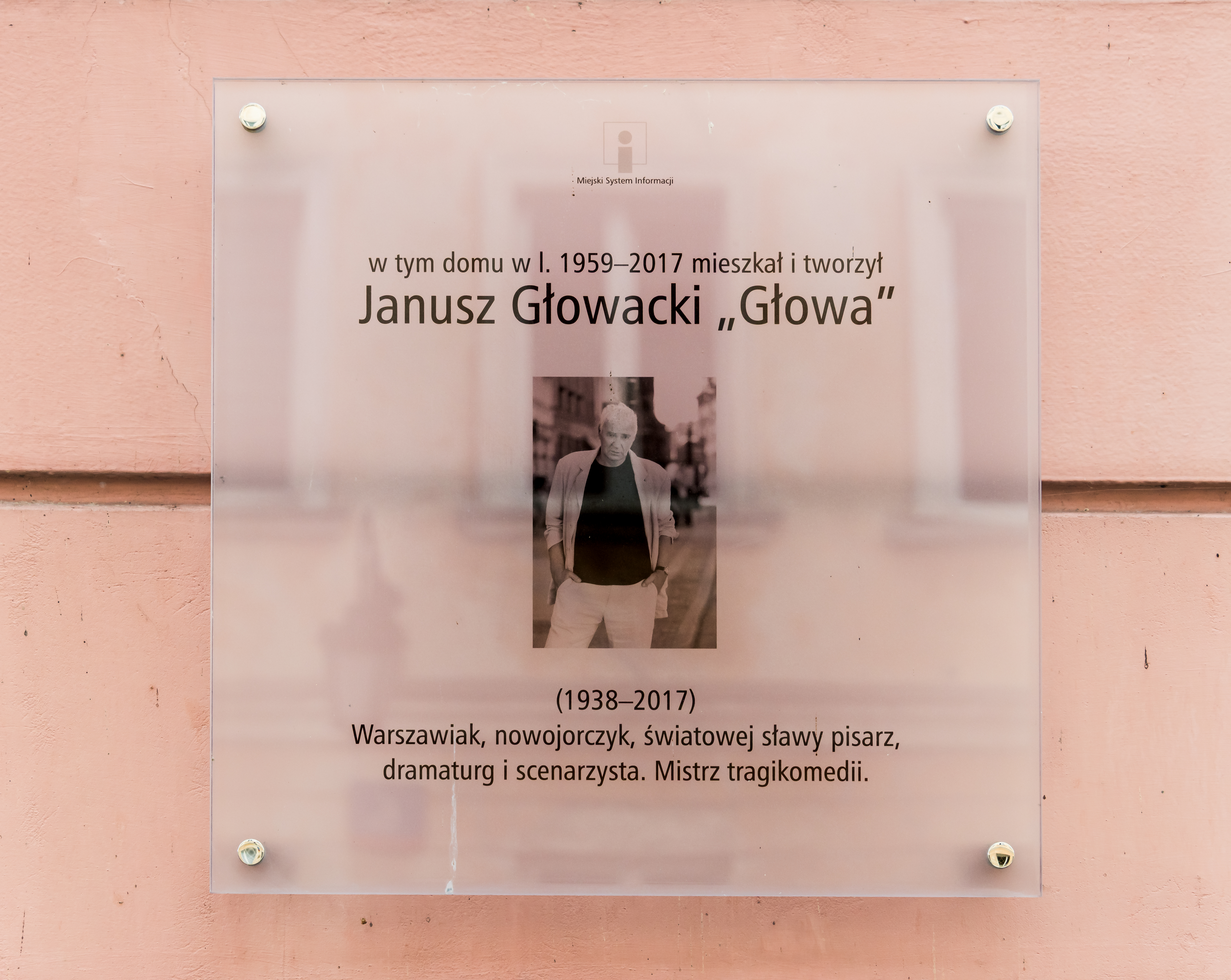
Tablica pamiątkowa przy ul. Bednarskiej 7 w Warszawie

- 1982: „The Guardian” i „The Times” przyznały nagrodę Kopciuchowi za najlepszą sztukę roku
- 1987: American Theatre Critics Association Award za Polowanie na karaluchy jako najznakomitszą sztukę współczesną
- 1987: Joseph Kesselring Honorary Mention
- 1987: Guggenheim Fellowship
- 1987: Hollywood Drama League Critics Award
- 1987: „Time” uznał Polowanie na karaluchy najlepszą ze sztuk minionego roku
- 1988: National Endowment for the Arts
- 1993: „Time” uznał Antygonę w Nowym Jorku za jeden z dziesięciu najlepszych tekstów dramatycznych roku
- 1994: Nagroda Fundacji Alfreda Jurzykowskiego[38]
- 1997: Nagroda Le Baladin, Paryż
- 1997: Nagroda Studentów Sorbony, Paryż
- 1998: Nagroda Krytyków dla Antygony w Nowym Jorku wystawionej w Teatrze Proscenium w Paryżu – jako najlepszej sztuki sezonu zrealizowanej w małym teatrze
- 1999: Tony Cox Award za scenariusz do filmu Hairdo na Nantucket Film Festival (USA)
- 2001: Czwarta siostra wygrywa na Międzynarodowym Festiwal Teatralnym w Dubrowniku
- 2002: Grand Prix, nagroda publiczności dla najlepszego dramaturga za Czwartą siostrę na II Festiwalu Dramaturgii Współczesnej „Rzeczywistość Przedstawiona”
- 2002: nominacja do Nagrody Literackiej Nike za Ostatniego ciecia
- 2003: Grand Prix Festiwalu Dwa Teatry za tekst sztuki Czwarta siostra
- 2005: Śląski Wawrzyn Literacki za książkę Z głowy, uznaną przez czytelników Biblioteki Śląskiej za najlepszą książkę 2004 roku
- 2005: Doroczna Nagroda Ministra Kultury w dziedzinie literatury
- 2005: nominacja do Nagrody Literackiej Nike za Z głowy
- 2008: tytuł Honorowego Ambasadora Polszczyzny[39]
- 2011: Nagroda im. Czesława Miłosza przyznawana przez ambasadę USA w Polsce za wkład w porozumienie amerykańsko-polskie
- 2011: Nagroda Literacka m.st. Warszawy – Tytuł Warszawskiego Twórcy
- 2012: „Tele-Splendor im. Włodzimierza Ławniczaka”, nagroda Teatru Polskiego Radia przyznawana twórcom swobodnie poruszającym się w świecie słuchowisk i w świecie spektakli telewizyjnych
- 2013: Nagroda Gustaw przyznana przez ZASP za twórczość dramaturgiczną oraz wkład w upowszechnianie polskiej kultury na świecie
- 2013: Nagroda Specjalna Diament Trójki
- 2013: Nagroda Prezydenta Miasta Gdańska „Neptuny”[40]
- 2013: Jan Michalski Prize for Literature, finalista za Good Night, Dżerzi[41]
- 2015: Gwiazda w Alei Gwiazd Literatury przy Miejskiej Bibliotece Publicznej w Mińsku Mazowieckim
- 2016: Nagroda specjalna Stowarzyszenia Autorów ZAiKS[42]
- 2019: nominacja do Nagrody Brytyjskiej Akademii Filmowej za najlepszy scenariusz oryginalny do filmu Zimna wojna (wraz z Pawłem Pawlikowskim)[7] – pośmiertnie

## Upamiętnienie
W Łodzi, w sąsiedztwie Państwowej Wyższej Szkoły Filmowej, Telewizyjnej i Teatralnej im. Leona Schillera oraz Muzeum Kinematografii odsłonięto mural Andrzeja Pągowskiego, przedstawiający portret zmarłego pisarza oraz podpis: „I jak tu żyć bez Głowy?”.
W czerwcu 2019, w warszawskim Muzeum Literatury otwarto wystawę zatytułowaną „Janusz Głowacki. Warszawa, Moskwa czy Nowy Jork to tylko dekoracje…”.
W styczniu 2025 jego imieniem nazwano skwer na Powiślu w Warszawie, znajdujący się w pobliżu domu przy ul. Bednarskiej 7, w którym mieszkał.
Na budynku przy ul. Bednarskiej 7 w Warszawie, w którym w latach 1959–2017 mieszkał artysta, znajduje się tablica pamiątkowa.